# 青白口构造期
青白口构造期，简称青白口期，是元古宙青白口纪(10-8億年前)期间的构造期，在此期间，在今中国及周边地区发生了青白口运动或称青白口事件。

## 名称由来和别名
青白口期是以青白口纪命名的。青白口纪是专门用于中国的地质年代，以北京门头沟区的青白口村命名，相当于国际地质科学联合会(2004)确定的拉伸纪(10-8.5億年前)的全部和成冰纪的早期。由于此时期最强烈的构造运动多发生在中国南方，标准地层剖面位于云南晋宁，所以也叫晋宁构造期（简称晋宁期），青白口运动因而也叫晋宁运动或晋宁事件。青白口运动（晋宁运动）的别名还有塔里木运动（新疆）等。

## 构造活动
青白口期的年代久远，目前只能对这期间的构造运动做粗略的描述。在青白口期，构成后世中国大陆的地块处于离散状态，所属构造域与蓟县期相同。在此期间，这些地块彼此会聚或碰撞。塔里木板块、柴达木地块和古中朝板块之间的祁连-阿尔金沉降带虽然在青白口期早期继续发育，但在青白口期晚期就变为碰撞带，最后使三个地块重新拼合在一起。而扬子板块和华夏板块之间也相互碰撞（很可能基本拼合在一起），使绍兴-十万大山碰撞带第一次出现；同时扬子板块与其北部（按今天的方位来说）的某个板块（不太可能是中朝板块）也相互碰撞，使秦岭-大别山碰撞带也第一次出现。通过这期的褶皱变形，扬子板块形成了统一的结晶基底。